# Çamlıca, Bahşılı
Çamlıca là một xã thuộc huyện Bahşılı, tỉnh Kırıkkale, Thổ Nhĩ Kỳ. Dân số thời điểm năm 2010 là 254 người.